# Ball Busters
Ball Busters è un film pornografico statunitense del 1985 diretto da Alex de Renzy.

## Trama
Sei storie di sesso raccontate da un poliziotto. Due agenti corrotti ricattano una ragazza punk per fare sesso a tre. Due ragazze si divertono insieme. Altre due ragazze si divertono con un ragazzo. Una ragazza di campagna seduce un boscaiolo. Ellen seduce il fratello di suo marito. Un'operatrice telefonica riceve una chiamata "sessuale".

## Distribuzione
- Cal Vista Video (USA) (VHS)
- Gofilex (1985) (Paesi Bassi) (cinema)
- VCX (2008) (USA) (DVD)
- NuTech Digital (USA) (DVD)

## Premi
- 1986: AVN Award for Best All-Sex Film[1]
- 1986: XRCO Award for Best Sex Scene in a Feature Film (Nina Hartley & John Leslie)[2]